# Département de Jutiapa
Jutiapa est un département du Guatemala qui borde le Salvador et l'océan Pacifique. Sa capitale est la ville de Jutiapa. Sa population d'environ 400 000 habitants est principalement d'origine européenne et africaine. Le département est divisé en 17 municipalités. Jutiapa est le département situé le plus au sud-ouest du pays.

## Municipalités
1. Agua Blanca
2. Asunción Mita
3. Atescatempa
4. Comapa
5. Conguaco
6. El Adelanto
7. El Progreso
8. Jalpatagua
9. Jerez
10. Jutiapa
11. Moyuta
12. Pasaco
13. Quezada
14. San José Acatempa
15. Santa Catarina Mita
16. Yupiltepeque
17. Zapotitlán